# Borolia amens
Borolia amens là một loài bướm đêm trong họ Noctuidae.